# キメラブロックス
キメラブロックスはタカラトミー（旧トミー）より発売されている『ゾイド』に登場する架空の兵器。

## 概要
『ゾイド』シリーズにおいては第二期シリーズ（1999～2006年）において登場。2002年に発売された玩具商品を皮切りに、各種メディアミックスで登場した。
ゾイドブロックスシリーズ開始初期(BZ001～BZ013)においてはゾイドバトルストーリーそのものがオフィシャルファンブックEX開始まで休止していたこともあり、ブロックスゾイド同様、キメラブロックスがバトルストーリー・パッケージ解説においてその所属が具体的に記述されることはなかった。この時期の解説では主に中央大陸を支配する某強国が反乱勢力の撃滅のために投入したゾイドであるとされている。
その後、2002年のキメラドラゴン発売によってその所属勢力が初めて帝国軍であると明記。EZ-068シュトルヒ同梱ゾイドオフィシャルファンブックEX5においてもバトルストーリー内でその活躍が描かれ、以降のキット同梱オフィシャルファンブックやBZ-015スティルアーマー以降は明確に「ネオゼネバス帝国」の機体群として扱われた経緯を持っている（スティルアーマー以前のキメラは、ゾイド公式ファンブック4巻において一纏めにネオゼネバスの所属となった）。
一方で、電撃ホビーマガジン誌「SMACK ZOIDS」記事は早期からバトルストーリーとゾイドブロックスシリーズのリンクを図っており、2002年8月号の段階で鉄竜騎兵団を擁する新帝国によるキメラブロックス開発、同年9月号では電子戦機（ダークスパイナー）を活用した運用方法が語られている。(ただし、この時期の記事ではブロックス技術の開発元が西方大陸に存在するゾイド研究機関グローバリーであるとされ、後々のZOITEC社を巡る設定とは差異も存在する。2002年にトミーが店頭配布を行っていた小冊子『ゾイドグラフィックスVol.4』でも同様にブロックスの開発元は西方大陸とされており、ZOITEC社が公式設定に登場するのは2003年に発売された「RZ-070 凱龍輝」からとなる。)
漫画『ZOIDS惑星Zi』においては中央大陸の軍事国家の出身であり、東方大陸で暗躍する技術者・エーマが遺伝子操作技術で作り出されたゾイドとされている。
アニメ『ゾイドフューザーズ』には、ディアントラー以外の全てのキメラブロックスが登場した（ただしキメラドラゴンおよびその構成機体は第17話のラストシーンから第18話にかけてのみ登場）。同作中においては、戦術AIを搭載しZiファイターを必要としない「キメラユニット」と呼ばれている。
商品仕様
BZ-006～008までの四種類と、そのリカラー製品であるキメラドラゴンにはパイロットフィギュアが付属しない。ブロックスゾイドとはブロックのデザインが異なる。
| キメラブロックス商品一覧      | キメラブロックス商品一覧 | キメラブロックス商品一覧 |
| 商品名                        | 発売日                   | 備考 |
| ----------------------------- | ------------------------ | --- |
| BZ-006 シェルカーン           | 2002年7月                | カメの甲の部分は両肩と背中の三つに分割されており、組み合わせることで一つの甲羅にすることが出来る。この甲羅仕様は共和国のカノンダイバーにも流用された。 |
| BZ-007 フライシザース         | 2002年7月                | |
| BZ-008 ディプロガンズ         | 2002年8月                | |
| BZ-009 デモンズヘッド         | 2002年8月                | |
| キメラドラゴン                | 2002年12月               | BZ-006～009までの4種類の成型色を変更し同梱したキット。 |
| BZ-011 ロードゲイル           | 2003年2月                | フライシザースとデモンズヘッドのパーツが一部流用されている。成型色は大まかに、装甲が黒、フレームがオレンジ、武器類がガンメタル、翼がクリアブラウン、目がクリアグリーン。                                                                                         |
| BZ-014 ディアントラー         | 2003年5月                | パーツをシュトルヒに装着可能。商品パッケージや取り扱い説明書では解説されていないが、単体でモア型に組み替え可能である。 |
| BZ-015 スティルアーマー       | 2003年7月                | 背部の一部パーツと両手足フレームパーツはロードゲイルからの流用。2004年12月発売の『FZ-022 アルティメットセイスモ』に成型色変更品が付属。 |
| BZ-016 シザーストーム         | 2003年7月                | BZ-017レーザーストームと角部を除いたパーツを共有する。2004年12月発売の『FZ-022 アルティメットセイスモ』に成型色変更品が付属。 |
| BZ-017 レーザーストーム       | 2003年7月                | BZ-016シザーストームと角部を除いたパーツを共有する。2004年12月発売の『FZ-022 アルティメットセイスモ』に成型色変更品が付属。 |
| ロードゲイル クリアバージョン | -                        | 2003年7月開催『大ZOIDS博』や次世代ワールドホビーフェアで限定販売。成型色は大まかに、装甲がピンクに近いクリアパープル、フレームがクリアオレンジ、武装がクリアブラック、主翼がクリアグリーンとなっている。成型色以外の形状は、シールも含めBZ版ロードゲイルと同一。 |
| セントゲイル                  | 2003年11月               | キットは成型色とシールの変更（シールの国章がネオゼネバス帝国）以外、通常のロードゲイルと同一の形状である。成型色は大まかに、装甲がパールホワイト、フレームが暗赤色、武器類がガンメタル、翼がクリアパープル、眼がパールイエローとなっている。                     |
| FZ-007 ロードゲイル           | 2004年9月                | フレームの成型色がメタリックオレンジ、シールもオリジナルのものとなっているほか、マグネイズスピア基部のリング状のパーツが若干形状変更された。 |
| FZ-014 キメラドラゴン         | 2004年11月               | 2002年12月発売のキメラドラゴンの成型色を変更したキット。 |

## 設定
ゾイドブロックスの一種で、二種類以上の生物の特徴を併せ持つためキメラと呼ばれる。
キメラブロックスの技術的なルーツはブロックスゾイド同様、ZOITEC社にある。共和国に先んじてブロックス技術に着目していたネオゼネバス帝国は、戦力増強とパイロット不足を補うため、これをより軍事色の強い自律行動型無人ゾイドとして運用することを決定。ZOITEC社に対しても半ば恫喝的なキメラ開発を要求した。しかし、ブロックスの平和利用を願うZOITEC社はこれに反発し、ヘリック共和国への支援に方針を転換する。これによって、共和国と帝国で異なる進化を遂げたブロックスの開発競争が始まった。
キメラブロックスも人工ゾイドコアに遺伝子情報をプログラミングし、あらゆる生体の構成を認知させるという点ではブロックスゾイドと同様であるが、キメラブロックスでは人工ゾイドコアのプログラムにかけられたプロテクトが解除されている。このプログラム「CHIMERA」は複数種の生体の攻撃性の高い部位を融合することが可能なものであった。
当初は完全な無人機としての運用が考えられていたキメラであったが、ゾイドとしての闘争本能が制御用プログラムを侵食してしまい、敵どころか味方にまで襲い掛かり、さらには敵機・野生体を問わず、他のゾイドを取り込み自己進化を引き起こしてしまう危険性を秘めていた。また、個々での行動には対処できても、大規模な会戦には対応できないというデメリットもあったため、軍事的な利用価値は低かった。そのため、ネオゼネバスでは司令母機を用意し、コントロールする方策をとることとなった。
司令母機によるキメラブロックス運用
司令母機と無人キメラブロックス間の制御信号は、高度に暗号化されている。施設から出撃した状態では無人キメラブロックスは個々の作動肢が制限されており、目的地まで誘導される。無人キメラブロックスは目的地周辺に到達した段階でシステムが起動され、「味方識別信号を発しないゾイド」を敵機と判断し行動する。この際、司令母機は距離を置いたところからキメラブロックスの戦況の把握に専念する。
キメラブロックスは戦闘状態に入ると敵機の破壊を最優先として行動し、損傷や中破が発生しても攻撃をやめることはない。地形情報や戦況、各機が得た経験値は司令母機を通してリアルタイムで共有される。無人キメラブロックスは敵機の活動停止を確認した際に帰投プログラムが機能するが、自発的に撤退することはないため、司令母機によって帰投信号を発することもある。無人キメラブロックスの制御コマンドは「ゴー」「ストップ」「トレース」という3つのコマンドをベースとしており、きめ細かい行動を取ることはできない。そのため、ネオゼネバスでは力押しの正面作戦などではキメラブロックスを有効活用し、きめ細かな作戦が必要とされる戦闘では在来のゾイドを使い分ける運用を行っている。
当初はダークスパイナーを司令母機としてコントロールする運用も行っていたが、国力の問題からこの機体の早期の大量生産は不可能であるため、代替機の必要に迫られている。ゲーターやディメトロドンでこの不足を補うこともあったが、これらのゾイドではキメラブロックス運用の弱点である司令機が撃破された場合、リンクが切れたキメラが帰投モードとなり殲滅される、敵側の電子戦ゾイドに司令コマンドを妨害され無効化されるといった事態も発生した。
その後、ネオゼネバスでは無人型キメラブロックスを遠隔統制する機能を持たせた有人型キメラブロックスロードゲイルとディアントラーを開発している。これによってキメラは戦略的な運用が可能となり、ネオゼネバス帝国の戦力として本格投入がなされた。

## シェルカーン
| シェルカーン SHELLKARN | シェルカーン SHELLKARN                                                |
| ---------------------- | --------------------------------------------------------------------- |
| 番号                   | BZ-006 なし（フューザーズ）                                           |
| 所属                   | ネオゼネバス帝国 チーム・ブラックインパクト（フューザーズ）           |
| 分類                   | キメラ型                                                              |
| 全長                   | 5.2m                                                                  |
| 全高                   | 4.8m                                                                  |
| 重量                   | 18.0t                                                                 |
| 最高速度               | 80.0km/h                                                              |
| 乗員人数               | 無人                                                                  |
| 武装 装備              | バイトファング ハンマーナックル×2 電磁キャノン×2 ミサイルランチャー×2 |
| 使用ブロック           | ゾイドコアブロック×1 陸ブロック×3                                     |
| 得意技                 | ハンマープレス                                                        |

カメ型ゾイドとゴリラ型ゾイドのキメラブロックス。ゴリラ型のパワーとカメ型の防御力を持ち、その耐久性で攻撃を跳ね返しつつ格闘性能と俊敏性で敵地に侵攻する戦術を得意とする。無人キメラ地上部隊では主力を務める。
武装・装備
バイトファング
シェルカーンの牙部。顎の力が強く、敵機を噛砕する。
ハンマーナックル
シェルカーンの拳部。大型ゾイド並みの腕力を有する。
電磁キャノン
肩部に二基装備。電磁波を射出し、敵機の計器を攪乱することが可能。
ミサイルランチャー
背部に二基装備。対空用の兵装。
作中の活躍
漫画
『ZOIDS妄想戦記特別編』には通常と異なるカラーリングと組み方の機体が登場している。
アニメ
『ゾイドフューザーズ』では、キメラドラゴンを構成する機体としてチーム・ブラックインパクトに導入された。

### ムルドアデーモン
電撃ホビーマガジン2003年10月号掲載。ディアントラーとシェルカーンが合体したチェンジマイズ形態。ディアントラーの持つキメラコントロール波増幅能力はそのままに、シェルカーンの格闘能力を併せ持ったガーゴイル型キメラブロックスとされる。

## シザーストーム
| シザーストーム SCISSORSTORM | シザーストーム SCISSORSTORM                                                  |
| --------------------------- | ---------------------------------------------------------------------------- |
| 番号                        | BZ-016（ネオゼネバス帝国） なし（フューザーズ）                              |
| 所属                        | ネオゼネバス帝国 リヒタースケール／キュラッシャー隊（フューザーズ）          |
| 分類                        | キメラ型                                                                     |
| 全長                        | 12.2m                                                                        |
| 全高                        | 4.7m                                                                         |
| 重量                        | 25.0t                                                                        |
| 最高速度                    | 125.0km/h                                                                    |
| 乗員人数                    | 1名                                                                          |
| 武装 装備                   | チェーンシザー ストームガトリング 3連ショックキャノン×4 エレクトロスパイン×4 |
| 使用ブロック                | ゾイドコアブロック×1 陸ブロック×1                                            |
| 得意技                      | シザークラッシュ                                                             |

アトラスオオカブト型ゾイドとヤマアラシ型ゾイドの有人キメラブロックス。セイスモサウルスの護衛機、そしてその強化パーツとしての役割を担う。
武装・装備
チェーンシザー
頭部の三本角。中型ゾイドのボディを一撃で切断可能。
ストームガトリング
背部に設置される。対高速ゾイド戦においても有効な装備。
3連ショックキャノン
四肢の指。
エレクトロスパイン
脚部の棘。
作中の活躍
バトルストーリー
ZAC2108年10月の戦いにおいては、レオゲーターの進軍に対し迎撃に参加した。
アニメ
『ゾイドフューザーズ』では無人キメラとして登場。ブルーシティ新市長アルファ・リヒターの主導の下、ブルーシティ治安局にレーザーストームともども多数配備された。しかしそれはリヒタースケールによるブルーシティ制圧のための布石であり、レーザーストームと共にZiファイターから没収されたゾイドを次々と破壊していった。なお、劇中でセイスモサウルスに随伴しZiユニゾンによってアルティメットセイスモとなるシザーストームおよびレーザーストームは、通常機ではなく特に巨大な個体である。

### ZAMディガー
電撃ホビーマガジン2004年10月号掲載。シザーストームをベースにデモンズヘッドとシェルカーンのパーツも用いて製作されたZi-ARMS社の土木作業用ブロックスゾイド。
旧大戦時に地中特殊工作機として使用されていたディガーストームと呼ばれる機体を民間用に改良した機体で、過酷な作業にも耐え得る堅牢さから東方大陸のあらゆる作業現場で活用されている。戦後、キメラブロックスは惑星Ziの生態系を脅かす危険性が存在したことからその開発製造が禁止されたため、キメラではないモグラ型ゾイドとして開発されている。

## スティルアーマー
| スティルアーマー STYLUARMOR | スティルアーマー STYLUARMOR                                                                  |
| --------------------------- | -------------------------------------------------------------------------------------------- |
| 番号                        | BZ-015（ネオゼネバス帝国） なし（フューザーズ）                                              |
| 所属                        | ネオゼネバス帝国 リヒタースケール／キュラッシャー隊（フューザーズ）                          |
| 分類                        | キメラ型                                                                                     |
| 全長                        | 16.6m 16.8m(ドリアスピス形態                                                                 |
| 全高                        | 8.6m                                                                                         |
| 重量                        | 32.0t 14.8t(ドリアスピス形態)                                                                |
| 最高速度                    | 130.0km/h 60ノット(ドリアスピス形態)                                                         |
| 乗員人数                    | 1名                                                                                          |
| 武装 装備                   | ソードレールキャノン マグネイズホーン スティルシールド スマッシュテイル ストロングアーマー×4 |
| 使用ブロック                | ゾイドコアブロック×2 陸ブロック×3 海ブロック×2                                               |
| 得意技                      | ソードレールアタック                                                                         |
| 主な搭乗者                  | マービス（フューザーズ）                                                                     |

セイスモサウルスの護衛機として開発された機体。スティラコサウルス型ゾイドとドリアスピス型ゾイドのキメラ。敵の砲撃を防ぐスティルシールドと全方位に射撃可能なソードレールキャノンを持つ突撃戦用の有人キメラブロックスである。生産性を考慮し、一部パーツはロードゲイルと共通化している。ドリアスピス形態にチェンジマイズ（変形）することによって水中でも活動可能で、同形態は無人型の配備も行われている。
武装・装備
ソードレールキャノン
背部に装備。射界が広く、全方位に対して攻撃が可能。
ドリアスピス形態時は吻を構成する。
マグネイズホーン
頭部前面の角。
ドリアスピス形態時は頭部ごと排除される。
スティルシールド
機体フリル部の装甲。防御力が高いだけではなく、取り付けられたスパイクによって敵機に打突することも可能。
ドリアスピス形態時は排除される。
スマッシュテイル
スティルアーマーの尾部。
ストロングアーマー
スティルアーマーの四肢に設置される装甲。
スティルアーマーは対弾性能が高く、戦局の突破口を開く戦いを得意とする。
ドリアスピス形態時は頭部と胸鰭を構成する。
作中の活躍
バトルストーリー
ZAC2108年10月、ウィルソン川の戦いにてレオゲーター150機の進軍に対しドリアスピス形態10機で迎え撃つも、レオゲーターがエヴォフライヤーと合体していたことと物量差もあり、敗北を喫している。
アニメ
『ゾイドフューザーズ』では、リヒタースケールの配下に下り治安局新チーフとなったマービスが搭乗。Ziファイターたちを武力で鎮圧するキュラッシャー隊のリーダーとして、シザー・レーザーストームのキメラユニットを多数率いてブルーシティを制圧。最終決戦直前ではガミーのゴジュラスギガの絆の力の前に敵前逃亡。その後、セイスモサウルスとのZiユニゾンによってベルセルクセイスモとなる。こちらもキットと違ってレッドホーン並の大型ゾイドとして描かれている。

### スティルアーマー　T-REXモード
電撃ホビーマガジン2004年6月号に掲載されたチェンジマイズパターンの一つ。組み換えによって2足歩行形態となっている。通常形態と比べ格闘能力に優れるものの防御力に劣る。シザーストーム、レーザーストームのパーツを装備し格闘能力をより強化したタイプやフライシザースのパーツを装備した空戦仕様も存在する。

## ディアントラー
| ディアントラー DEANTLER | ディアントラー DEANTLER                                                        |
| ----------------------- | ------------------------------------------------------------------------------ |
| 番号                    | BZ-014                                                                         |
| 所属                    | ネオゼネバス帝国                                                               |
| 分類                    | キメラ型                                                                       |
| 全長                    | 8.6m                                                                           |
| 全高                    | 9.7m                                                                           |
| 重量                    | 20.0t                                                                          |
| 最高速度                | 200.0km/h                                                                      |
| 乗員人数                | 1名                                                                            |
| 武装 装備               | プラズマブレードアンテナ×2 バイトファング キラークロー×2 3連装ショックカノン×2 |
| 使用ブロック            | ゾイドコアブロック×1 陸ブロック×1                                              |
| 得意技                  | ボーンクラッシュ                                                               |

BZ-011 ロードゲイルに続く、有人キメラ第二号。ヘラジカとモアのキメラ。司令電波を増幅しロードゲイルの統率力を強化する能力を有しており、小隊長的な役割を担うキメラブロックスである。さらには自身のコクピット、プラズマブレードアンテナ、鳥類型頭部パーツをEZ-068 シュトルヒに装備することでキメラ司令機能を付加したシュトルヒアントラーへと換装させることも可能となっている。
武装・装備
プラズマブレードアンテナ
ディアントラーの角部。プラズマ粒子を放射し、剣のような格闘兵装として機能しつつ、司令電波の伝達も行う。
得意技のボーンクラッシュはプラズマブレードアンテナでの突撃により、敵の骨を砕くほどの威力を持つとされる。
バイトファング
ディアントラーの牙部。
キラークロー
ディアントラーの爪部。
3連装ショックカノン
プラズマブレードアンテナの付け根に装備。

## ディプロガンズ
| ディプロガンズ DIPLOGUNS | ディプロガンズ DIPLOGUNS                                                  |
| ------------------------ | ------------------------------------------------------------------------- |
| 番号                     | BZ-007 なし（フューザーズ）                                               |
| 所属                     | ネオゼネバス帝国 チーム・ブラックインパクト（フューザーズ）               |
| 分類                     | キメラ型                                                                  |
| 全長                     | 13.0m                                                                     |
| 全高                     | 5.0m                                                                      |
| 重量                     | 15.0t                                                                     |
| 最高速度                 | 水中 50.0kt 空中 M0.2                                                     |
| 乗員人数                 | 無人                                                                      |
| 武装 装備                | レールキャノン ディプロカッター×2 イオンブースター×2 テイルスタビライザー |
| 使用ブロック             | ゾイドコアブロック×1 海ブロック×1                                         |
| 得意技                   | ヘッドカッター                                                            |

ディプロカウルス型ゾイドとテッポウウオ型ゾイドのキメラ。海空両用で脚部を展開すれば陸上での運用も可能。
レールキャノンによる遠距離攻撃を得意とし、危機に陥ると一度しか使えないヘッドカッターを射出する。
武装
レールキャノン
頭部の下に装備された長距離砲。
ディプロカッター
三角型をした頭部パーツの左右に装備されたカッター。
イオンブースター
背中と腹部に備える。
テイルスタビライザー
尾鰭。
作中の活躍
バトルストーリー
凱龍輝取説ストーリーにテキストのみで登場するも、月甲に撃破された。
アニメ
『ゾイドフューザーズ』では、キメラドラゴンを構成する機体としてチーム・ブラックインパクトに導入された。こちらでのヘッドカッターは繰り返し用いている。
漫画
「ZOIDS惑星Zi」ではメイが搭乗するナイトワイズと交戦した。

## デモンズヘッド
| デモンズヘッド DEMONSHEAD | デモンズヘッド DEMONSHEAD                                                 |
| ------------------------- | ------------------------------------------------------------------------- |
| 番号                      | BZ-008 なし（フューザーズ）                                               |
| 所属                      | ネオゼネバス帝国 チーム・ブラックインパクト（フューザーズ）               |
| 分類                      | キメラ型                                                                  |
| 全長                      | 12.0m                                                                     |
| 全高                      | 5.5m                                                                      |
| 重量                      | 22.0t                                                                     |
| 最高速度                  | 80.0km/h                                                                  |
| 乗員人数                  | 無人                                                                      |
| 武装 装備                 | マグネイズファング マグネイズスピア×2 マグネイズクロー×2 マグネイズテイル |
| 使用ブロック              | ゾイドコアブロック×1 陸ブロック×1                                         |
| 得意技                    | ラッシングスピア                                                          |

小型のトリケラトプス型ゾイドとティラノサウルス型ゾイドのキメラ。体内に強磁場発生装置を持ち、マグネイズスピアによる電磁攻撃や大型ゾイドにも有効なマグネイズファングによる噛砕攻撃を得意とする。巨大ゾイドへのチェンジマイズを想定し大型の頭部を搭載された。
武装
マグネイズファング
口部。
マグネイズスピア
頭部の角。
マグネイズクロー
両足の爪。
マグネイズテイル
尻尾。
作中の活躍
アニメ『ゾイドフューザーズ』では、キメラドラゴンを構成する機体としてチーム・ブラックインパクトに導入された。ブラックインパクトのブレードライガーを全て戦闘不能にした後も、ブレードライガーの頭部を噛み砕こうとする動作を何度も行っていた。

## フライシザース
| フライシザース FLYSCISSORS | フライシザース FLYSCISSORS                                          |
| -------------------------- | ------------------------------------------------------------------- |
| 番号                       | BZ-005 なし（フューザーズ）                                         |
| 所属                       | ネオゼネバス帝国 チーム・ブラックインパクト（フューザーズ）         |
| 分類                       | キメラ型                                                            |
| 全長                       | 13.0m                                                               |
| 全高                       | 4.8m                                                                |
| 重量                       | 16.0t                                                               |
| 最高速度                   | M2.8                                                                |
| 乗員人数                   | 無人                                                                |
| 武装 装備                  | エクスシザース×2 エクスクロー×2 ストライククロー×2 スマッシュテイル |
| 使用ブロック               | ゾイドコアブロック×1 空ブロック×1                                   |
| 得意技                     | シザーバインド                                                      |

プテラノドン型ゾイドとクワガタムシ型ゾイドのキメラ。高高度での運用にも対応し、ネオゼネバス帝国軍の航空戦力不足を解消した。
武装
エクスシザース
大顎。大型ゾイドにも有効な装備で、これによって空中から地上の敵に襲い掛かり、捕縛または真っ二つにする戦法を得意とする。
エクスクロー
翼の爪。空中戦においてすれ違い様に敵を切り裂くことが可能。
ストライククロー
足の爪。敵機を抑えつけて捕まえることが可能。
スマッシュテイル
尾部。鞭のようにしなり、敵機を攻撃できる。
作中の活躍
バトルストーリー
ZAC2106年春の戦いでは、シュトルヒに遠隔操作される無人機として登場。この際はコントロール試験の観点から火器は装着していなかった。
ZAC2107年のキマイラ要塞戦では突撃するライガーゼロに攻撃を敢行するが、直後にライガーゼロフェニックスへと合体した同機にはじかれたうえ、司令母機を破壊されて沈黙していった。
ZAC2109年早春に行われた旧共和国首都を巡る戦いにおいても参戦が確認できる。
アニメ
『ゾイドフューザーズ』では、キメラドラゴンを構成する機体としてチーム・ブラックインパクトに導入された。
漫画
『ZOIDS惑星Zi』では初陣でライガーゼロイクスを真っ二つにする活躍を見せ、その後シェルカーンと合体した。

## レーザーストーム
| レーザーストーム LASERSTORM | レーザーストーム LASERSTORM                                                                       |
| --------------------------- | ------------------------------------------------------------------------------------------------- |
| 番号                        | BZ-017（ネオゼネバス帝国） なし（フューザーズ）                                                   |
| 所属                        | ネオゼネバス帝国 リヒタースケール／キュラッシャー隊（フューザーズ）                               |
| 分類                        | キメラ型                                                                                          |
| 全長                        | 13.7m                                                                                             |
| 全高                        | 5.7m                                                                                              |
| 重量                        | 24.0t                                                                                             |
| 最高速度                    | 125.0km/h                                                                                         |
| 乗員人数                    | 1名                                                                                               |
| 武装 装備                   | クレセントレーザー砲 レーザーホーン ストームガトリング 3連ショックキャノン×4 エレクトロスパイン×4 |
| 使用ブロック                | ゾイドコアブロック×1 陸ブロック×1                                                                 |
| 得意技                      | レーザーストーム                                                                                  |

ヘラクレスオオカブト型ゾイドとヤマアラシ型ゾイドの有人キメラブロックス。シザーストームとは多くのパーツが共有化されている。セイスモサウルスの護衛機および強化パーツとしての役割を担う。
武装・装備
クレセントレーザー砲
胸角。上面が9連装レーザー砲になっており、広範囲の敵を同時に攻撃可能で、対空火器としても機能する。
レーザーホーン
頭部先端の角。
ストームガトリング
背部に設置される。対高速ゾイド戦においても有効な装備。
3連ショックキャノン
四肢の指。
エレクトロスパイン
脚部の棘。
作中の活躍
バトルストーリー
ZAC2108年10月の戦いにおいては、レオゲーターの進軍に対し迎撃に参加した。
アニメ
『ゾイドフューザーズ』では無人キメラとして登場。ブルーシティ新市長アルファ・リヒターの主導の下、ブルーシティ治安局にシザーストームともども多数配備された。しかしそれはリヒタースケールによるブルーシティ制圧のための布石であり、シザーストームと共にZiファイターから没収されたゾイドを次々と破壊していった。なお、劇中でセイスモサウルスに随伴しZiユニゾンによってアルティメットセイスモとなるシザーストームおよびレーザーストームは、通常機ではなく特に巨大な個体である。

## ロードゲイル
| ロードゲイル LORD GALE | ロードゲイル LORD GALE                                                                                              |
| ---------------------- | --- |
| 番号                   | BZ-011 FZ-007（フューザーズ）                                                                                       |
| 所属                   | ネオゼネバス帝国 チーム・サベージハンマー⇒リヒタースケール（フューザーズ）                                          |
| 分類                   | ガーゴイル型 |
| 全長                   | 11.5m |
| 全高                   | 10.8m |
| 重量                   | 45.0t |
| 最高速度               | M2.5 |
| 乗員人数               | 1名 |
| 武装 装備              | ヘルズファング エクスシザース×2 マグネイズスピア×2 エクスクロー×2 マグネクロー×2 マグネイズテイル エクス2連キャノン |
| 使用ブロック           | ゾイドコアブロック×2 陸ブロック×3 空ブロック×2                                                                      |
| 得意技                 | バイドラッシング |
| 主な搭乗者             | インギ(ZOIDS惑星Zi) バートン（フューザーズ）                                                                        |

アドバンスドキメラと呼ばれる第二世代キメラであり、キメラブロックス初の有人機。ネオゼネバスに存在した試作ブロックスゾイドとフライシザースからデモンズヘッドまでの第一世代キメラの遺伝子の優れた形質をかけ合わせて作られた。コントロールできる数こそダークスパイナーに及ばないものの、それまで運用中に暴走し野性ゾイドや味方にまで被害を及ぼすことが少なくなかった無人キメラをパイロットの技量次第で最大5体、または1体で10～30機統率し、操る役割を持つ。本体も格闘戦に秀でた高い戦闘力を持つが、一方でキメラ制御信号の出力は弱く、前線で運用される。エースパイロットでなければ乗りこなすことが困難な機体である。
武装・装備
ヘルズファング
ロードゲイルの牙部。電磁牙となっており、噛みついた敵の機能をかく乱させることが可能。
エクスシザース
ロードゲイルの右腕に装備する。フライシザースから引き継いだ装備。
バイドラッシングはこれによって敵機を捕縛し、マグネイズスピアによって突き刺す攻撃法である。
マグネイズスピア
デモンズヘッドから引き継がれた装備。磁力によって高速回転し、ライガーゼロの装甲をも貫通可能。
エクスクロー
肩部に装備される。飛行中の敵機に対してすれ違い様に使用し、切り裂く攻撃が可能。
マグネクロー
ロードゲイルの脚部に装備される爪。
マグネイズテイル
ロードゲイルの尾部。一振りで小型ゾイドを吹き飛ばすことが可能。
エクス2連キャノン
右腕のエクスシザース基部上面の装備で、媒体によっては火器として扱われる。
作中の活躍
バトルストーリー
ZAC2107年のキマイラ要塞の戦いでは、突入してきたライガーゼロフェニックスと交戦。無人キメラを攻略するため、ディアントラーやシュトルヒとともに撃破された。
アニメ
『ゾイドフューザーズ』では第1話から登場。パイロットはチーム・サベージハンマーのバートンで、主に悪役として描かれた。同作ではキメラブロックスとの関連性は特に無いとされている。終盤のエメラルドハーバー襲撃ではキメラユニットのシザーストームとレーザーストームを率いているが、これはロードゲイルのキメラ統率機能ではなく、ストームらにリヒタースケールによってプログラムされた戦術AIによる行動で動いていると思われる。
漫画
『ZOIDS惑星Zi』ではインギ、エーマなどの敵幹部が搭乗する機体として2度に亘って登場。初登場ではインギの操縦によりマグネイズスピアから光線を発射し島を真っ二つに粉砕。さらには無数のキメラを操りメイの故郷の町を襲撃するも、マトリクスドラゴンとの戦闘に敗れる。最終決戦では敵の本拠地「デビルノース」の空中要塞にて物語の黒幕・エーマの乗機として進化型（外観上はシェルカーンやディアントラーのパーツが追加されたほか、マグネイズスピアが4本に増量している）が登場し、クーゴの駆るマトリクスドラゴンと一騎討ちを挑んだ。
ゲーム
家庭用ゲームソフトZOIDS SAGA シリーズでは、フライシザースとデモンズヘッドのユニゾン形態とされているが、実際はこれだけではパーツが足りない。ユニゾン形態と設定されているのもサーガシリーズとインフィニティシリーズのみである。
得意技「バイドラッシング」はエクスシザースで捕獲した敵をマグネイズスピアで貫く攻撃だが、インフィニティやZOIDS VS.シリーズではマグネイズスピアから自機の周囲に電撃を放つ攻撃になっている。

### セントゲイル
| セントゲイル SAINT GALE | セントゲイル SAINT GALE                                                                           |
| ----------------------- | ------------------------------------------------------------------------------------------------- |
| 番号                    | 12                                                                                                |
| 所属                    | ネオゼネバス帝国                                                                                  |
| 分類                    | ガーゴイル型                                                                                      |
| 乗員人数                | 1名                                                                                               |
| 武装 装備               | ヘルズファング エクスシザース×2 エクスクロー×2 マグネクロー×2 マグネイズスピア×2 マグネイズテイル |
| 使用ブロック            | ゾイドコアブロック×2 陸ブロック×3 空ブロック×2                                                    |
| 主な搭乗者              | バーン・ウェンザー                                                                                |

高い空戦能力を持つBZ-011 ロードゲイルを強化した、ネオゼネバス帝国軍の指揮官機。
ウェブコミック『ZOIDS妄想戦記』「ドラゴン討伐」が初出となる予定だったが、妄想戦記そのものが中断しているため、このエピソードは製作されていない。公開された情報（商品パッケージに書かれた解説）によると、ネオゼネバスの騎士バーン・ウェンザーが搭乗し、サラマンダーボンヴァーンと交戦したとされる。バーン・ウェンザーの階級は設定がないのか明らかにされておらず、また、シュトゥルムテュランのパイロットであるカール・ウェンザー少佐との関係も不明。

### エンプレッサ
『ゾイドジェネレイションズ -ZOIDS GENERATIONS-』に登場。ヤ・ハン国の第一王女、ソナの愛機である。セントゲイルの背中にバスターイーグルの翼が取り付き、右手に大型レーザー砲を装備したメタルZi製の大剣「暁の閃光」ビューレンバステルを、左手にガトリング砲を装備した大盾「黄昏の残光」シュッツゴットを装備している。複数のブロックスコアを制御する失われた技術を持つヤ・ハン国が誇る機体で、その白銀に光り輝く姿は国の象徴ともされている。

### ヘビーゲイル
ゾイド公式ファンブック4巻に掲載。BZ-011 ロードゲイルとキメラドラゴンのチェンジマイズ機。ロードゲイルの下半身をキメラドラゴンのものに変更している。
『月刊コロコロコミック』2003年4月号にも掲載され、レオファントムと互角の戦いを行った。また、BZ版ロードゲイルの商品パッケージには、呼称こそ明記されていないものの、同様のチェンジマイズ例の写真が掲載されている。

### クルーエルゲイル
FZ-007 ロードゲイルに掲載されたユニゾンバリエーション。バスターイーグルとの合体例。

## 合体形態

### キメラドラゴン
| キメラドラゴン CHIMERA DRAGON | キメラドラゴン CHIMERA DRAGON |
| ----------------------------- | --- |
| 番号                          | なし（ネオゼネバス帝国） FZ-014（フューザーズ） |
| 所属                          | ネオゼネバス帝国 チーム・ブラックインパクト（フューザーズ） |
| 分類                          | キメラ型 |
| 全長                          | 18.0m |
| 全高                          | 8.5m |
| 重量                          | 64.6t |
| 最高速度                      | M1.2 |
| 乗員人数                      | 無人 |
| 武装 装備                     | レールキャノン 電磁キャノン×2 ミサイルランチャー×2 マグネイズテイル マグネイズスピア×2 エクスクロー×2 エクスシザース×2 マグネイズファング ハンマーナックル×2 イオンブースター×2 |
| 使用ブロック                  | ゾイドコアブロック×4 陸ブロック×4 空ブロック×1 海ブロック×1 |
| 得意技                        | ヘルズゲート |

敵対勢力が送り込んだマトリクスドラゴンに対抗すべくフライシザース、シェルカーン、ディプロガンズ、デモンズヘッドの4体が合体、自己進化した姿。戦うために存在するゾイドであり、戦闘力だけなら通常の巨大ゾイドに匹敵するが、反動でゾイドコアの寿命が極端に短い。あらゆる地形に対応した万能型であり、ネオゼネバスではこの形態で出撃させた部隊も少なくないという。背中に備わるフライシザースの翼によって飛行可能。前脚部にはシェルカーンのハンマーナックルも装備し、格闘戦を得意とする。得意技のヘルズゲートはマグネイズスピアとエクスシザースによって敵を突き上げる攻撃。
武装
レールキャノン
右肩に装備。
電磁キャノン
両肩に装備
ミサイルランチャー
左の肩と肘に装備。
マグネイズテイル
尾。
マグネイズスピア
頭の角。
エクスクロー
翼の爪。
エクスシザース
フライシザースの大顎。
キメラドラゴン（デモンズヘッド）の顎の下に、フライシザースの頭が上下逆の状態で装備されている。
マグネイズファング
口。
ハンマーナックル
両拳。
イオンブースター
背中と腹に装備。
作中の活躍
アニメ『ゾイドフューザーズ』では第18話に登場。チーム・ブラックインパクトの新オーナーに就任したレナートが、無人キメラの危険性を危惧するラスターニらの意向を無視し、新戦力としてリヒタースケールから導入した。戦術AIを搭載した「キメラユニット」と呼ばれるフライシザース、シェルカーン、ディプロガンズ、デモンズヘッドの四機で構成され、相手の動きを正確に予測し集中攻撃で一機ずつ撃破するという戦法を取る。チーム・マッハストームとの試合ではZiユニゾンを果たし、先のクラッシャーズのマトリクスドラゴンと同じ4体合体のキメラドラゴンの形態となる。戦術AIによる正確かつ隙のない戦法で苦しめるが、戦いの最中にマッハストームのゾイドの攻撃を受けたことでスーパーマグネトロンチャージャーなる機構が制御不能に陥り暴走、コマンドストライカーを戦闘不能にする。試合場を飛び出してブルーシティに迫り、治安局の部隊と交戦した後に残ったRDのライガーゼロファルコンと戦闘。無人ゾイドならではの高速Ziユニゾンによって苦しめるが、戦術AIの性質を逆手に取ったユニゾン分離戦法により撃破された。キット設定に比べて倍ほどの巨大ゾイドとなっている。このバトルでの失敗を活かし、リヒタースケールは完全なキメラユニットであるシザーストームとレーザーストームを完成させることになる。
設定上は無人ゾイドだが、ZOIDS VS.シリーズなどのゲームではプレイヤー機として使用できる。